# Craig Halkett
Craig Halkett (Kirkintilloch, 29 maggio 1995) è un calciatore scozzese, difensore degli Hearts.

## Caratteristiche tecniche
È un difensore centrale, abile nel colpo di testa, che all'occorrenza può essere impiegato come terzino destro.

## Carriera

### Club
Cresciuto nelle giovanili dei Rangers, squadra di cui è tifoso, tra il 2014 e il 2015 venne girato in prestito dapprima al Clyde e in seguito ai Berwick Rangers, compagini di Scottish League Two.
Nel gennaio del 2016 passa al Livingston con cui esordisce in Scottish Championship e realizza il suo primo gol da professionista nel match vinto per 1-0 contro i Rangers. Nonostante avesse messo a segno la rete che permise di portare la gara di play-out contro lo Stranraer ai tempi supplementari, il Livingston fu retrocesso. Nella stagione 2016-2017 fu protagonista della vittoria del campionato di Scottish League One. Nella stagione 2017-2018 realizza sette reti e contribuisce a far raggiunge la promozione in Scottish Premiership alla propria squadra, attraverso i play-off. Nella sua prima stagione in Premiership viene nominato capitano, realizza nuovamente 7 gol – capocannoniere del Livingston a pari merito con Ryan Hardie – e contribuisce a mantenere basso il numero di reti subite dalla squadra.
Dopo aver disputato 149 partite, condite da 18 reti, Halkett lascia il Livingston e nel 2019 viene acquistato dagli Hearts. Esordisce il 16 luglio dello stesso anno in Scottish League Cup, realizzando altresì il gol del momentaneo 1-0 nella vittoria per due reti a zero contro i Cowdenbeath.

### Nazionale
Il 5 marzo 2014 ha esordito con la nazionale scozzese Under-19 disputando l'amichevole vinta 4-2 contro i pari età della Svizzera.
Nel marzo 2022 viene convocato da Steve Clarke nel ritiro della nazionale maggiore.

## Statistiche

### Presenze e reti nei club
Statistiche aggiornate al 7 febbraio 2024.
| Stagione          | Squadra           | Campionato        | Campionato | Campionato | Coppe nazionali | Coppe nazionali | Coppe nazionali | Coppe continentali | Coppe continentali | Coppe continentali | Altre coppe | Altre coppe | Altre coppe | Totale | Totale | Totale |
| Stagione          | Squadra           | Comp              | Pres       | Reti       | Comp            | Pres            | Reti            | Comp               | Pres               | Reti               | Comp        | Pres        | Reti        | Pres   | Reti   |        |
| ----------------- | ----------------- | ----------------- | ---------- | ---------- | --------------- | --------------- | --------------- | ------------------ | ------------------ | ------------------ | ----------- | ----------- | ----------- | ------ | ------ | ------ |
| 2014-2015         | Clyde             | SLT               | 10         | 0          | SC+SLC          | 2+0             | 0               |                    | -                  | -                  |             | -           | -           | 12     | 0      |        |
| ott.-nov. 2015    | Berwick Rangers   | SLT               | 4          | 0          | SC+SLC          | 0               | 0               |                    | -                  | -                  |             | -           | -           | 4      | 0      |        |
| gen.-mag. 2016    | Livingston        | SC                | 15+2       | 1+1        | SC+SLC          | 0               | 0               |                    | -                  | -                  |             | -           | -           | 17     | 2      |        |
| 2016-2017         | Livingston        | SLO               | 33         | 1          | SC+SLC+SCC      | 2+4+4           | 0               |                    | -                  | -                  |             | -           | -           | 43     | 1      |        |
| 2017-2018         | Livingston        | SC                | 35+4       | 7          | SC+SLC+SCC      | 2+6+2           | 0+1+0           |                    | -                  | -                  |             | -           | -           | 49     | 8      |        |
| 2018-2019         | Livingston        | SP                | 34         | 7          | SC+SLC          | 1+5             | 0               |                    | -                  | -                  |             | -           | -           | 40     | 7      |        |
| Totale Livingston | Totale Livingston | Totale Livingston | 123        | 17         |                 | 26              | 1               |                    | -                  | -                  |             | -           | -           | 149    | 18     |        |
| 2019-2020         | Hearts            | SP                | 24         | 2          | SC+SLC          | 5+5             | 1+4             |                    | -                  | -                  |             | -           | -           | 34     | 7      |        |
| 2020-2021         | Hearts            | SC                | 27         | 0          | SC+SLC          | 1+2             | 0+1             |                    | -                  | -                  |             | -           | -           | 30     | 1      |        |
| 2021-2022         | Hearts            | SP                | 28         | 2          | SC+SLC          | 4+5             | 0               |                    | -                  | -                  |             | -           | -           | 37     | 2      |        |
| 2022-2023         | Hearts            | SP                | 6          | 0          | SC+SLC          | 0               | 0               | UEL+UECL           | 1+1                | 0                  |             | -           | -           | 8      | 0      |        |
| 2023-2024         | Hearts            | SP                | 9          | 0          | SC+SLC          | 2+0             | 0               | UECL               | 0                  | 0                  |             | -           | -           | 11     | 0      |        |
| Totale Hearts     | Totale Hearts     | Totale Hearts     | 94         | 4          |                 | 24              | 6               |                    | 2                  | 0                  |             | -           | -           | 80     | 9      |        |
| Totale carriera   | Totale carriera   | Totale carriera   | 231        | 20         |                 | 52              | 7               |                    | 2                  | 0                  |             | -           | -           | 285    | 27     |        |

## Palmarès

### Club

#### Competizioni nazionali
- Scottish Championship: 1

Hearts: 2020-2021
- Scottish League One: 1

Livingston: 2016-2017